# 郭廷万
郭廷万（1913年—1989年），男，福建龙岩人，中华人民共和国军事人物，中国人民解放军少将，曾任福建省军区副司令员。